# Jaguaré
Jaguaré is een gemeente in de Braziliaanse deelstaat Espírito Santo. De gemeente telt 23.472 inwoners (schatting 2009).
De gemeente grenst aan São Mateus, Vila Valério, Sooretama en Linhares.